# Gargnäs kyrka
Gargnäs kyrka är en kyrkobyggnad i Gargnäs i Luleå stift. Den är församlingskyrka i Sorsele församling.

## Kyrkobyggnaden
Träkyrkan uppfördes 1911 efter ritningar av arkitekt Gustaf Améen. Kyrkobyggnaden består av långhus med rakt avslutat kor i öster. I väster finns ett gaveltorn och ett vidbyggt vapenhus med ingång. Norr om koret finns en vidbyggd sakristia. Ytterväggarna är klädda med träpanel.
En genomgripande renovering genomfördes 1956.

## Inventarier

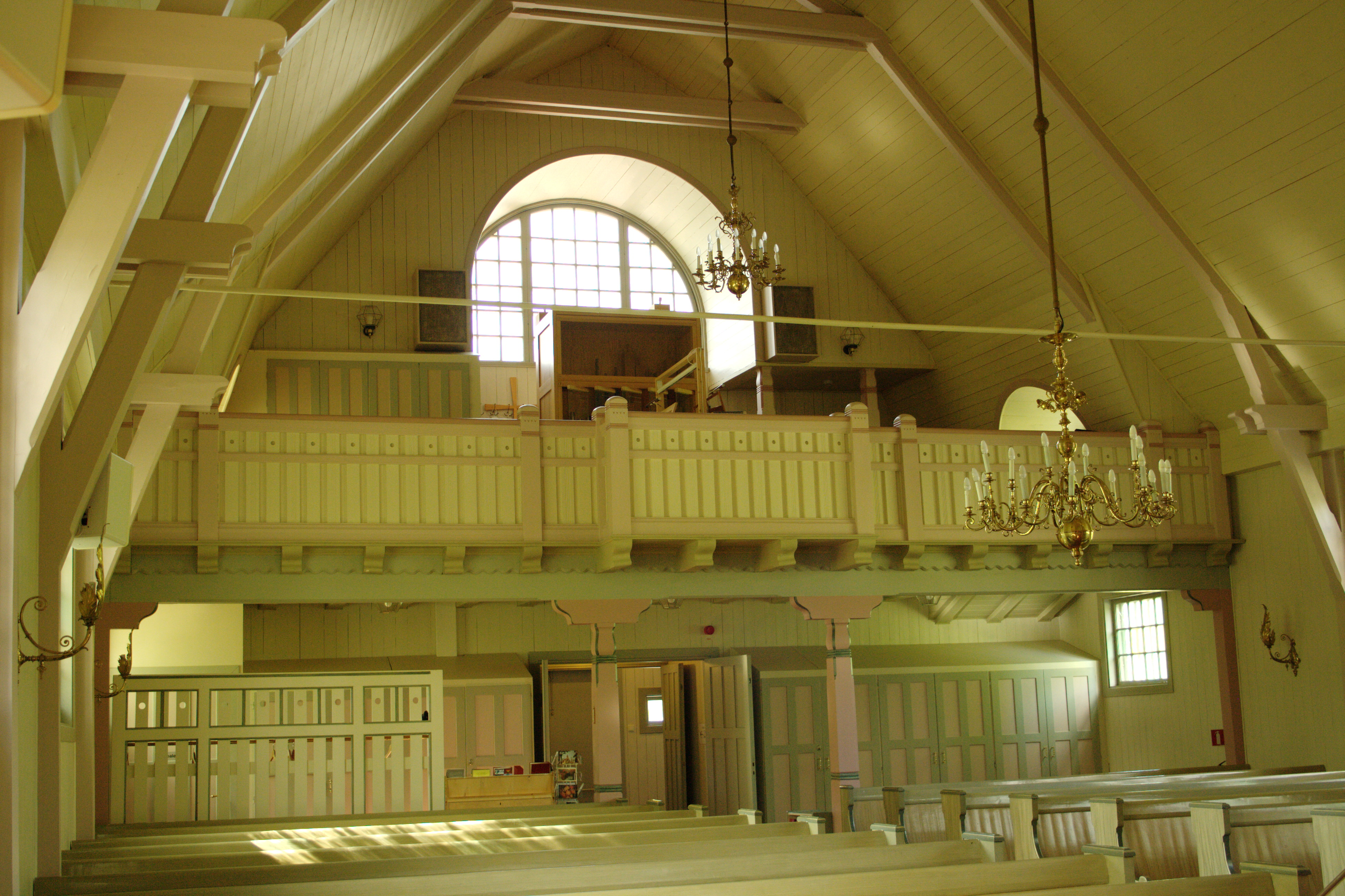
Orgelläktaren i Gargnäs kyrka

- Nuvarande altaruppsats tillkom vid renoveringen 1956 och består av ett silverkors i ebenholts och bergkristall samt två ljusstakar tillverkade av Wiwen Nilsson.
- Nuvarande orgel, som togs i bruk 1981, är tillverkad av Modulorgel i Umeå.

### Orgel
- Ett positiv byggd av Grönlunds Orgelbyggeri AB, Gammelstad med 3 stämmor. Flyttades senare till Ammarnäs kyrka.
- Den nuvarande orgeln är byggd 1981 av Lindh Orgel AB, Umeå och är en elektrisk orgel. Alla stämmor kan fritt disponeras på manualen och pedalen. Alla registren är delade och selektiv Subbas 16' i manualen.

| Manual            | Pedal      |  |
| Gedackt 8’        | Subbas 16’ |  |
| Blockflöjt 4’     |            |  |
| Principal 2’      |            |  |
| Kvint 1 1⁄3’      |            |  |
| Crescendosvällare |            |  |

### Webbkällor
- byggnadspresentation
- Sorsele kommun
- Wikimedia Commons har media som rör Gargnäs kyrka.